# Prospekt Haharina (metropolitana di Charkiv)
La stazione di Prospekt Haharina (Проспект Гагаріна, ), in russo Prospekt Gagarina (Проспект Гагарина), è una stazione della metropolitana di Charkiv, sulla linea Cholodnohirs'ko-Zavods'ka.

## Storia
La stazione di Prospekt Haharina venne attivata il 23 agosto 1975, contemporaneamente alla prima tratta (da Cholodna hora a Moskovs'kij prospekt) della linea Cholodnohirs'ko-Zavods'ka.

## Strutture e impianti
Si tratta di una stazione sotterranea, con due binari – uno per ogni senso di marcia – serviti da una banchina ad isola.

## Interscambi
- Stazione ferroviaria (Charkiv-Levada) [4]